# Marele icosidodecaedru ditrigonal
În geometrie marele icosidodecaedru ditrigonal este un poliedru uniform neconvex, cu indicele U47. Are 32 de fețe (20 triunghiuri și 12 pentagoane), 60 de laturi și 20 de vârfuri. Având 32 de fețe este un icosidodecaedru. Un poliedru neconvex are fețe care se intersectează care nu reprezintă laturi sau fețe noi. Doar cele marcate cu sfere aurii sunt vârfuri, iar cele cu linii argintii sunt laturi.
Are simbolul Schläfli extins a{5/2,3} sau c{3,5/2} și diagrama Coxeter . Are 4 construcții echivalente în triunghiul Schwarz, de exemplu simbolul Wythoff 3 | 3 5/4 dă diagrama Coxeter  = .

## Mărimi asociate

### Coordonate carteziene
Având în comun vârfurile cu dodecaedrul, coordonatele carteziene ale vârfurilor unui dodecadodecaedru ditrigonal cu lungimea laturii 2, centrat în origine, sunt toate permutările ale:
{\displaystyle \left(\,\pm 1,\,\pm 1,\,\pm 1\,\right)}
{\displaystyle \left(\,\pm \varphi ,\,\pm (\varphi -1),\,0\,\right)}
unde {\displaystyle \varphi ={\frac {1+{\sqrt {5}}}{2}}} este secțiunea de aur.

### Raza sferei circumscrise
Pentru lungimea laturii egală cu a, raza sferei circumscrise este:
{\displaystyle R={\frac {\sqrt {3}}{2}}\,a\approx 0,866025\,a.}

## Poliedre înrudite
Anvelopa sa convexă este un dodecaedru. În plus, are în comun aranjamentul laturilor cu micul icosidodecaedru ditrigonal (având în comun fețele triunghiulare), marele icosidodecaedru ditrigonal (având în comun fețele pentagonale) și compusul de cinci cuburi regulat.

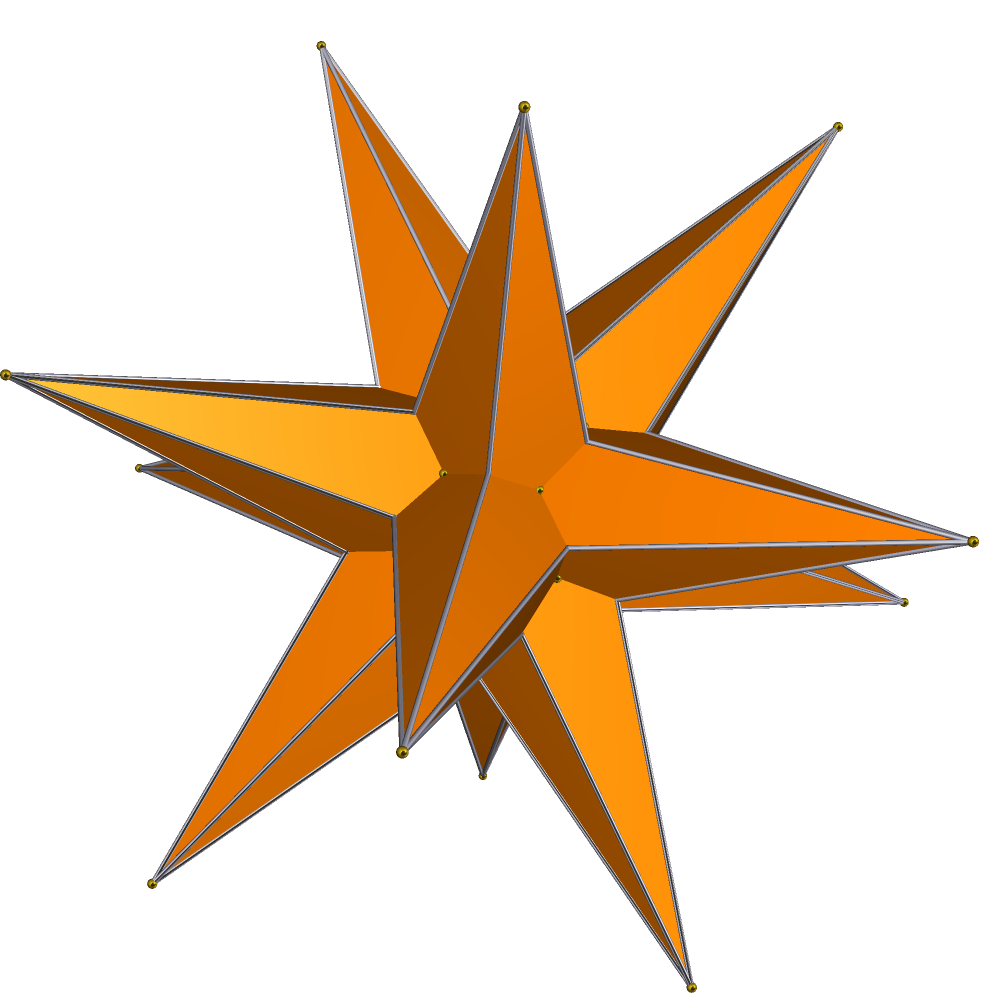
Dual: marele icosaedru triambic

| a{5,3}                           | a{5/2,3}                          | b{5,5/2}                    |
| =                                | =                                 | =                           |
| -------------------------------- | --------------------------------- | --------------------------- |
| Micul icosidodecaedru ditrigonal | Marele icosidodecaedru ditrigonal | Dodecadodecaedru ditrigonal |
| Dodecaedru (anvelopa convexă)    | Compus de cinci cuburi            |                             |

### Poliedru dual
Dualul său este marele icosaedru triambic.